# Gyenge Csaba

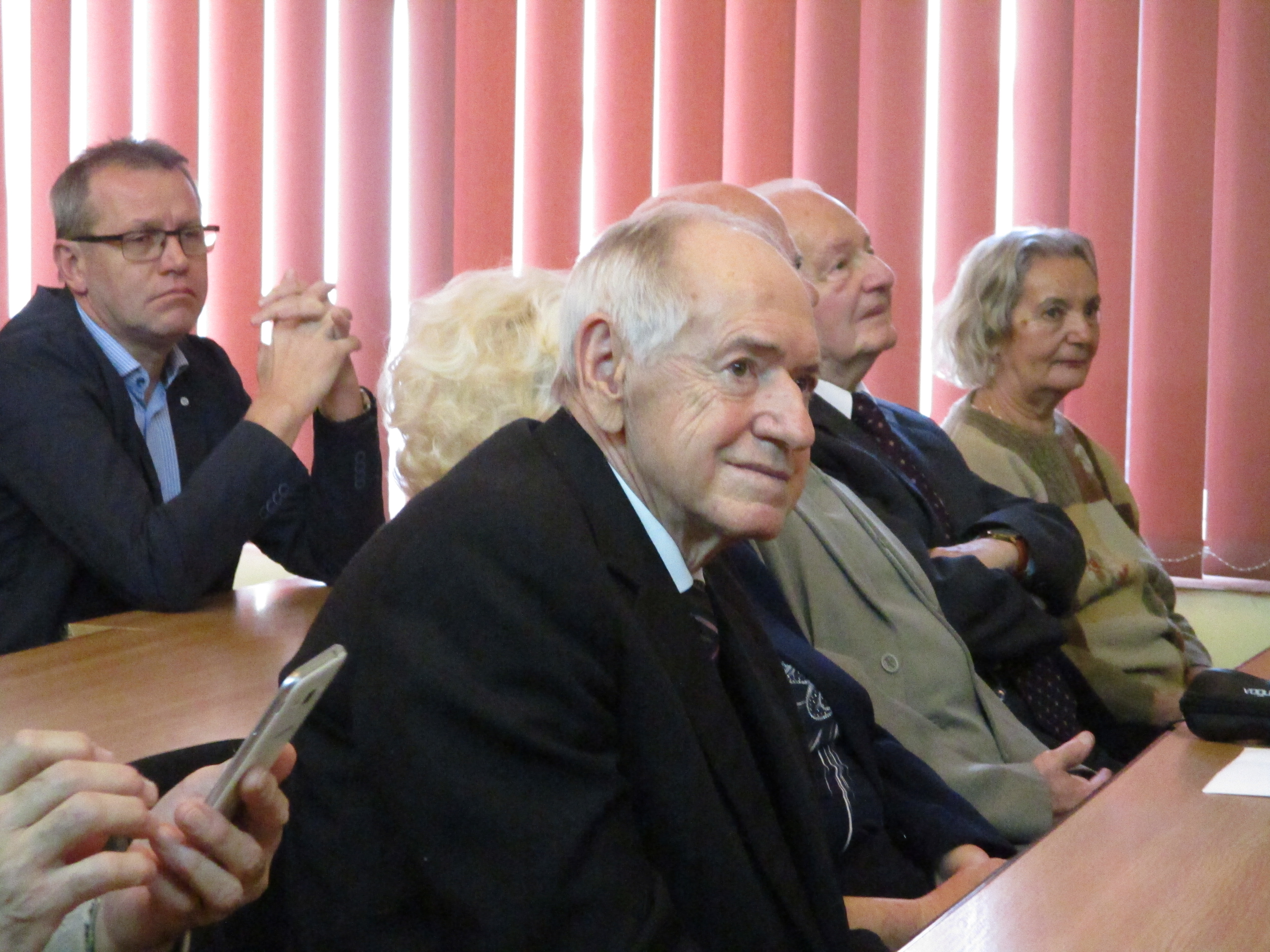
2020 januárjában az EME egyik rendezvényén

Gyenge Csaba (Székelykocsárd, 1940. január 22. – Kolozsvár, 2021. január 12.) romániai magyar gépészmérnök, a Magyar Tudományos Akadémia külső tagja.

## Életpályája
Középiskoláit Piskin végezte (1956), gépészmérnöki oklevelet a kolozsvári Műszaki Egyetemen szerzett (1961). Mérnöki pályáját a Kudzsiri Gépipari Üzemben kezdte el. 1971-től a Kolozsvári Műszaki Egyetemen kapott adjunktusi megbízatást, 1979-ben a műszaki tudományok doktora lett, 1982-től előadótanár, 2001-től egyetemi tanár. Számos tudományos dolgozata jelent meg a romániai szaklapokban (Construcția de Mașini, Mecanica Aplicată), valamint a kolozsvári és brassói műszaki egyetemek tudományos kiadványaiban. Doktori értekezése új megoldásokkal gazdagította a csigamarók gyártási pontossága fokozásának lehetőségeit, ez a témája a budapesti Gép című folyóirat számára írt dolgozatának is (1982). 
Kutatási területe a fogaskerékgyártás, illetve a mesterséges intelligencia. A Magyar–román műszaki nagyszótár (1987) társszerzője. Az újjáalakult Erdélyi Múzeum-Egyesületben ő lett a műszaki tudományok szakosztályának elnöke, 2002-től az egyesület egyik alelnöke. 2004-ben a Magyar Tudományos Akadémia külső taggá választotta.

## Művei
- Proiectarea proceselor tehnologice pe strunguri revolver cu comandă program (társszerző Gh. Petriceanu és P. Berce), 1978
- Proiectarea proceselor tehnologice și reglarea strungurilor automate (társszerző Gh. Petriceanu és Liviu Morar), 1979
- Tehnologia fabricării mașinilor (társszerző O. Pruteanu, Al. Epureanu és C. Bohosievici), 1981
- Gépgyártástechnológia (jegyzet a magyar nyelvű mérnöktanár-továbbképzés számára), Kolozsvár. 1981

## Díjai, elismerései
- Gróf Mikó Imre-emléklap (2007)
- Gábor Dénes-díj (2013)

- Fides et vocatio kitüntetés (EME, 2020)[2]